# Guerre du Contestado

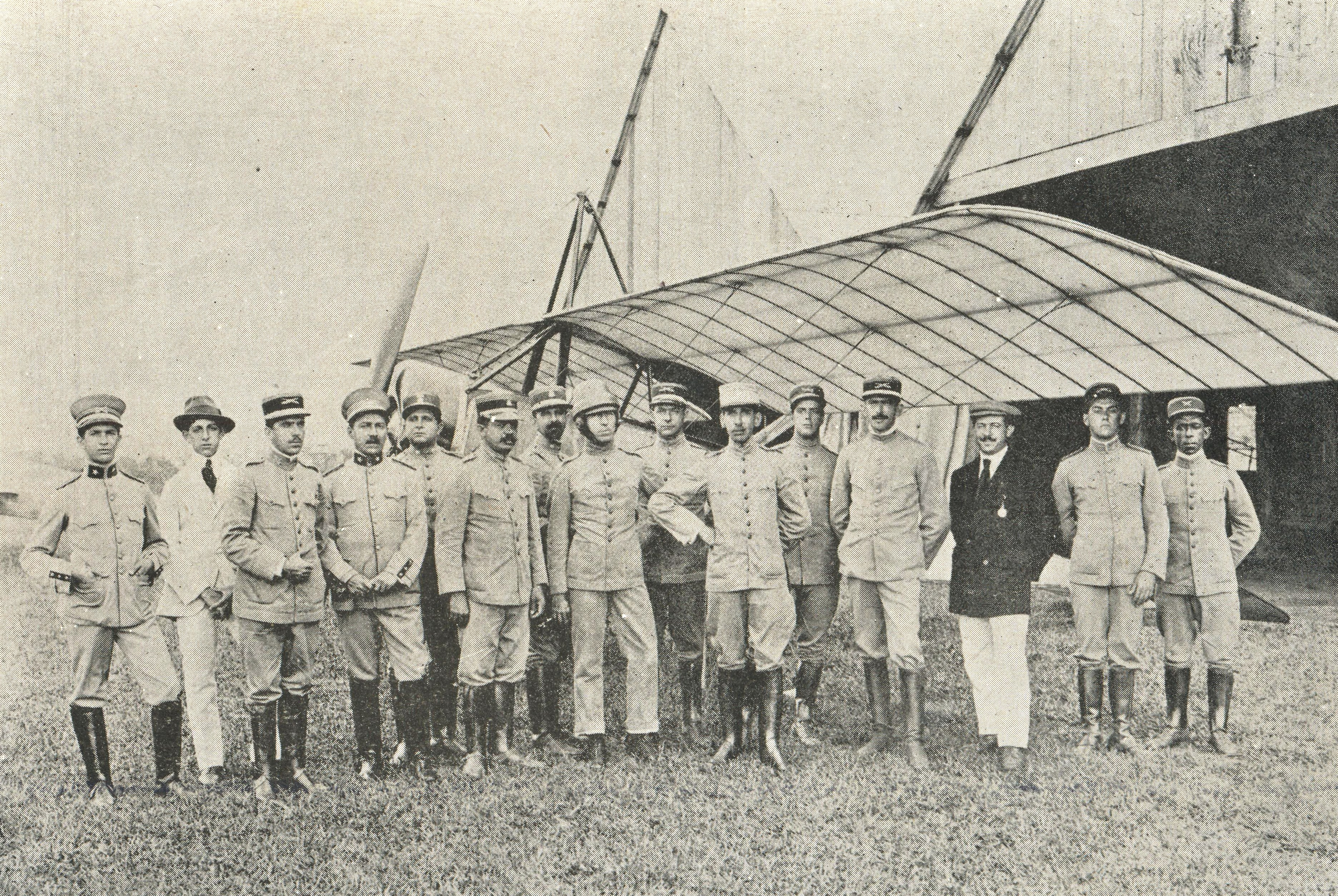
Soldats brésiliens du Paraná Porto União en 1915.

La guerre du Contestado (en portugais : guerra do Contestado), de manière générale, fut un conflit armé entre les populations métisses et les représentants du pouvoir brésilien, entre octobre 1912 et août 1916. Ce conflit eut lieu dans une région aux confins des États brésiliens du Paraná et de Santa Catarina et de l'Argentine, riche en bois et en yerba mate.
La guerre du Contestado tire ses origines de conflits sociaux latents, fruit des doléances des populations locales de caboclos, notamment vis-à-vis de la régularisation de la propriété de la terre. Significative de l'insatisfaction de la population quant à sa situation matérielle, le conflit fut détourné par le fanatisme religieux, exprimé dans le messianisme, et par la croyance chez les caboclos révoltés qu'il s'agissait d'une guerre sainte.

## Statistiques du conflit
- Superficie de la zone touchée par le conflit : 20 000 km2 ;
- Population impliquée dans les zones des combats : environ 40 000 habitants ;
- Principales ville de l'État du Paraná touchées (frontières de l'époque) : Rio Negro, Itaiópolis, Timbó, Três Barras, União da Vitória et Palmas ;
- Principales ville de l'État de Santa Catarina touchées (frontières de l'époque) : Lages, Curitibanos, Campos Novos et Canoinhas ;
- Pertes humaines : environ 10 000 guérilleros et un millier de militaires tués.

## Sources
- Pereira de Queiroz (Maria Isaura), La "Guerre Sainte" au Brésil : le mouvement messianique du "Contestado" [mémoire présenté à l'Ecole pratique des hautes études, VIe section, Paris, 1955], Sao Paulo, Presses universitaires de Sao Paulo, 1957, 299pp, planches[1].